# 대방광원각수다라요의경 (보물 제1518-2호)
대방광원각수다라요의경(大方廣圓覺修多羅了義經)는 울산광역시 울주군 언양읍 어음리, 양덕사에 있는 고려시대의 목판본이다. 2011년 12월 29일 울산광역시의 유형문화재 제20호로 지정되었다가, 2015년 4월 22일 대한민국의 보물 제1518-2호로 승격, 지정되었다.

## 개요
이 책은 고려 우왕6년(1380)에 목판본으로 간행된 원각경으로 현존하는 국내 간행본으로는 가장 오래된 판본이며, 권상 말미에 이색의 발문과 시주질, 권하의 간기도 그대로 남아 있으며 구결이 필사되어 있다.
『원각경』은 그동안 많은 판들이 간인 혹은 활인(活印)되었지만, 고려시대 판으로는 4종만이 알려져 왔다. 그들 중 가장 이른 1093년(선종10) 교장도감 판은 전존되는 것이 없고, 그 다음의 1241년(고종28) 대장도감판도 초인본은 발견되지 않았고 후인본만 알려져 있을 뿐이다.
따라서 이 책은 우리나라에 전해지고 있는 『원각경』들 중 실질적으로 가장 먼저 인출되었을 가능성도 있는 책이라 할 수 있다. 또한 이 판본은 독자적인 판하본을 마련하여 간행한 특징이 있고, 송나라 효종의 주와 이색의 발문이 실려 있으며, 전해지고 있는 동일본도 1종밖에 발견되지 않은 매우 희귀한 책이다.
특히 보물 제1518-1호로 지정되어 있는 김민영 소장의 동일본이 본문 및 권말 부분의 일부는 식별이 어려울 정도로 훼손이 많아 보존 상태가 이 책보다 못한 것으로 생각되므로, 훌륭한 문화재적 가치를 지닌 책으로 판단된다.

## 지정 사유
｢대방광원각수다라요의경(大方廣圓覺修多羅了義經)｣은 크고(大) 방정하고(方) 광대한(廣) 원각(圓覺)을 설명하는 것이 모든 수다라(修多羅) 중에서 으뜸의 경전이라는 뜻으로 흔히 ‘원각경(圓覺經)’이라 약칭하기도 한다. 이 판본은 고려 우왕 6년(1380) 4월에 독자적으로 판하본을 마련하여 간행한 목판본이다. 고려의 대장경에 편입된 『원각경』을 제외한다면, 현재까지 공개된 『원각경』 판본으로는 가장 앞선 시기의 것이다. 보물 제1518-1호와 동일한 판본으로, 상호 보완되는 고려의 고간본이라는 점에서 문화재로서의 가치가 크다. 국가문화재로 지정하여 보존할 필요가 있다고 판단된다.

## 같이 보기
- 대방광원각수다라요의경
- 대방광원각수다라요의경 권1 - 보물 제1518-1호

## 참고 자료
- 대방광원각수다라요의경 - 국가유산청 국가유산포털